# Далии
Далиите (Dallia) са род актиноптери от семейство Умброви (Umbridae).
Таксонът е описан за пръв път от Тарлтън Хофман Бийн през 1880 година.

## Видове
- Dallia admirabilis
- Dallia delicatissima
- Dallia pectoralis – Черна риба